# Urban Federer
Urban Federer (ur. 17 sierpnia 1968 w Zurigo-Fluntern) – szwajcarski prezbiter rzymskokatolicki, benedyktyn, od 2013 opat terytorialny Einsiedeln.

## Życiorys
Święcenia prezbiteratu przyjął 11 czerwca 1994 w zakonie benedyktynów. Przez wiele lat studiował przy opactwie Einsiedeln oraz we Fryburgu. W 2007 został nauczycielem przyklasztornego liceum. Od 2010 dziekan i wikariusz generalny opactwa.
10 grudnia 2013 mianowany opatem terytorialnym Einsiedeln, otrzymał benedykcję 22 grudnia 2013.